# 小欖 (香港)

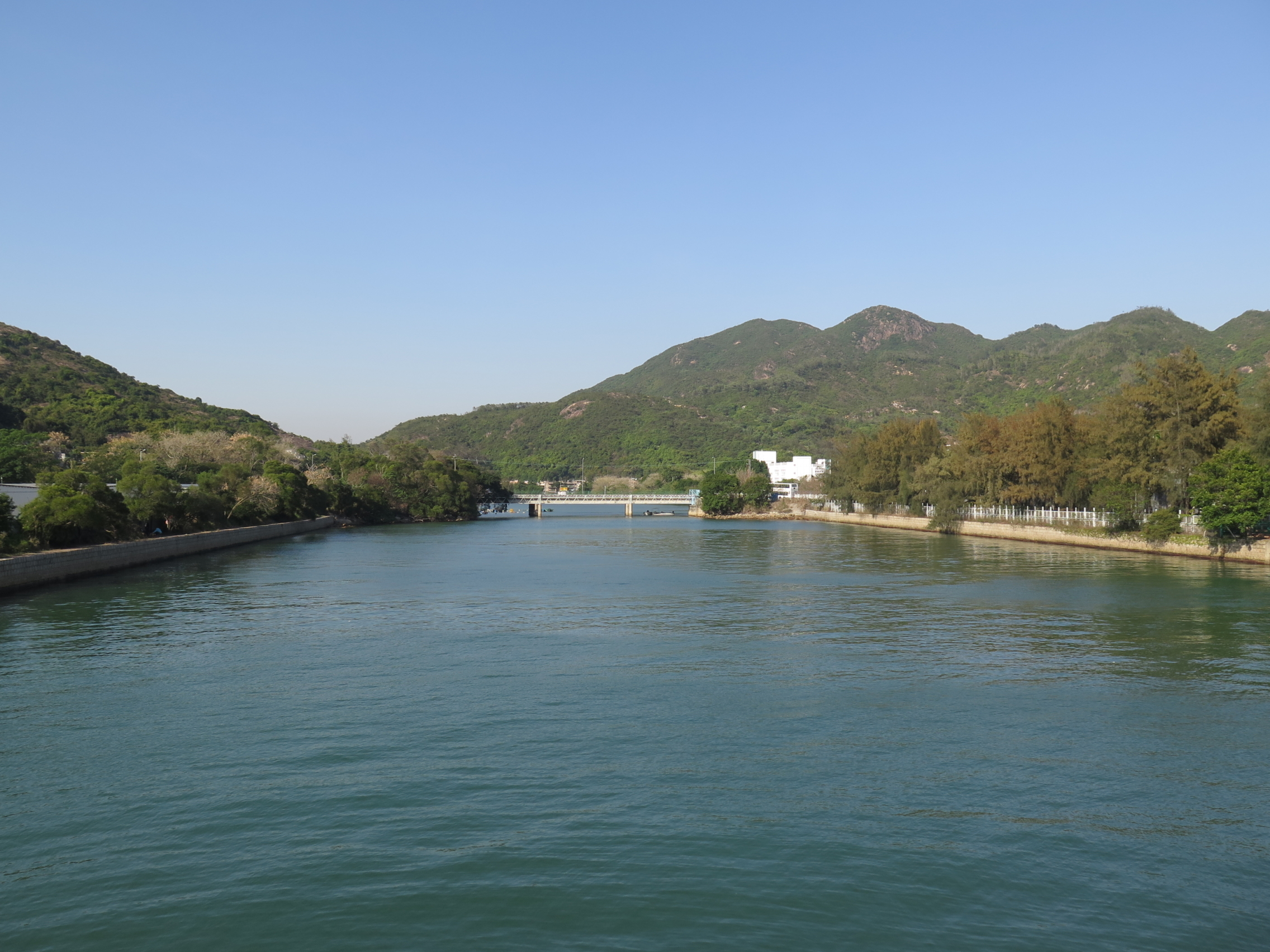
大欖涌（2015年）

小欖（英語：Siu Lam），是香港新界屯門區的一個地方的名稱，位於屯門新市鎮東南，青山公路17咪，大欖涌以西，掃管笏以東，西有黃金海岸，東有大欖涌水塘。帝濤灣、小欖新村，而前樂安排海水化淡廠及小欖醫院亦位於小欖。

## 設施
- 職業訓練局海事訓練學院
- 水警西分區總部
- 小欖懲教署宿舍
- 香港海關學院
- 前小欖醫院（已於2012年4月搬遷）
- 小欖精神病治療中心
- 大欖涌水塘

## 住宅

### 屋苑
- 帝濤灣
- 浪濤灣
- 富安新邨
- 擬建臨時房屋區（樂安排海水化淡廠舊址）

### 鄉村
- 小欖新村（原為小欖村，因興建海水化淡廠於1972年遷建，再於2020年被收回作住宅用地推出）

### 別墅
- 青山別墅
- 青麗灣別墅
- 海詩別墅

## 公共交通

### 巴士
- 屯門公路轉車站（往九龍方向）

### 小巴
往來元朗至佐敦道的紅色公共小巴，經屯門、荃灣

### 主要交通幹道
- 青山公路—大欖段／新大欖段
- 屯門公路

### 娛樂消閒
- 樂安排小欖跳蚤市場（已於2021年8月焚燬，其後永久關閉）

小欖跳蚤市場關閉前，場內包括數百個購物攤位，設有小食亭，可飽覽青山灣日落美景、青馬大橋、飛機升降等。

## 區議會議席分佈
由於大欖和小欖現時以低密度住宅為主，人口較少，為方便比較，以下列表以青山公路大欖段沿線地區為範圍。
| 年度/範圍          | 2000-2003 | 2004-2007                | 2008-2011                | 2012-2015                | 2016-2019                | 2020-2023                  |
| ------------------ | --------- | ------------------------ | ------------------------ | ------------------------ | ------------------------ | -------------------------- |
| 青山公路大欖段以南 | 三聖選區  | 三聖選區                 | 三聖選區                 | 三聖選區                 | 三聖選區                 | 三聖選區                   |
| 青山公路大欖段以北 | 三聖選區  | 分散在恆福選區及三聖選區 | 分散在恆福選區及三聖選區 | 分散在恆福選區及三聖選區 | 分散在恆福選區及三聖選區 | 分散在掃管笏選區及三聖選區 |

註：以上主要範圍尚有其他細微調整（包括編號），請參閱有關區議會選舉選區分界地圖及條目。